# 湖南湘濤足球俱樂部
湖南湘涛足球俱乐部（英语：Hunan Billows F.C）是中华人民共和国湖南省的一支已解散的职业足球俱乐部，解散前参加中国足球乙级联赛，主场是湖南省娄底市娄底市体育中心。2006年12月26日，由湖南省体育局发起成立，参加中乙联赛。2009年，以中乙冠军的身份晋升中甲联赛，这也是湖南省足球运动历史上第一个全国比赛冠军。在中甲打拼7年，湖南湘涛于2016年降回中乙。2022年，湖南星锐足球俱乐部收购湖南湘涛足球俱乐部之后，球队主场和训练基地迁至娄底市。2025年1月6日，因未通过新赛季准入，湖南湘涛宣布正式退出中国足球职业联赛並解散。

## 俱乐部历史

### 初战中乙（2006-2009）

#### 2006
2006赛季，原湖南湘军足球俱乐部从中甲联赛降级并解散。为保留湖南职业足球的命脉，2006年12月26日，湖南省体育局成立湖南湘涛足球俱乐部，并由球迷筹集300万元经费准备参加2007年的中乙联赛。湖南省体育局官员表示：“湘军已经死了，如果现在硬要说这支球队还是湘军，那么它也是新湘军”。不过，仍有不少球迷坚持认为：湖南湘军为湖南湘涛事实上的前身，并与湖南湘涛的历史一脉相承。

#### 2007年
2007年1月21日，湖南湘涛在常德汉寿进行了建队后的首次公开训练，并启用了队史首个队徽。湖南湘涛参加了当赛季的中国足球乙级联赛，首任主教练为原甲B联赛湖南金象（湖南莱孚）球员谢刚，并以“全湘班”的阵容班底实现了队内球员“本土化”（当年的26名队员中，有25名是湖南籍贯，仅有陈真一人来自贵州，但因常年在湖南踢球而被视为本土球员）。湖南湘涛在中乙预赛阶段取得4胜4平4负的南区第三名成绩跻身淘汰赛，但在首轮被山东大学足球队总比分1比2淘汰，未能冲甲成功。

#### 2008年
2008年在湖南省足协的支持下，俱乐部筹资600万用于冲甲需要。中乙预赛阶段，湖南湘涛以9胜1平4负的南区第三名成绩跻身淘汰赛，并在首轮总比分2比1击败河北衡水老白干闯入第二轮，但最终两回合总比分1比5惨败于天津京铁火车头足球俱乐部，再次冲甲失败。12月11日，俱乐部启用了队史第二版队徽。

#### 2009年
2009年初，俱乐部筹资800万元鼓励球队第三次冲甲。中乙预赛阶段，湖南湘涛3胜6平1负的中乙南区第2名成绩打入淘汰赛。期间，由于俱乐部高层对于预赛阶段仅获得南区第2名的成绩表示不满，加之对球队比赛用人等问题的质疑，之前一直带队的主教练门文峰被免职，并由原辽宁队主教练，有“辽足功勋教头”之称的李应发和赵发庆两人一同接手球队，赵发庆为执行教练。淘汰赛首轮（11月16日），湖南湘涛总比分4比3击败天津京铁火车头足球俱乐部，完成了2008赛季被对手淘汰的复仇。淘汰赛次轮，湖南湘涛总比分5比1击败延边大学足球队。11月26日，湖南湘涛在半决赛中对阵北区冠军北京八喜，在形势极为不利的情况下，最后时刻连进4球实现大逆转，以总比分8比7淘汰对手晋级决赛，首次实现“冲甲”目标，这场比赛也被很多湖南球迷评为“湖南足球历史最重要的比赛”。两日后，湖南湘涛在中乙决赛中通过点球击败南区冠军湖北绿茵，夺得了2009赛季中国足球乙级联赛冠军，这是湖南足球历史上的首个全国冠军，队中乌兹别克族球员艾克热木凭借8个进球，成为了2009年中乙联赛最佳射手。

### 征战甲级（2010-2016）

#### 2010年
2010年，作为上赛季中乙联赛冠军身份升入中甲的湖南湘涛，在该赛季表现十分抢眼，赛季之初曾经打出过刷新队史的四连胜和六轮不败等佳绩，被认为是“2010赛季中国足球甲级联赛最大黑马”。5月14日，在湖南湘涛与湖北绿茵的“湘鄂德比”中，两地球迷发生小规模冲突，湘鄂球迷之间的矛盾激化。7月31日，湖南湘涛把主场由原来的湖南省人民体育中心迁入长沙贺龙体育中心。后半程湖南湘涛的表现与前半程大相径庭，最终获得了2010赛季中甲联赛第六名。8月7日，湖南湘涛足球俱乐部通过官网，公开向社会各界征集新队徽。11月24日晚，俱乐部正式宣布，曾经六次来华执教、两次执教湖南湘军的克罗地亚教练米罗西，将执掌起下赛季中甲联赛湖南湘涛的教鞭。

#### 2011年
2011年1月12日，俱乐部正式宣布启用全新队徽，这也是湖南湘涛俱乐部历史上所采用的第三版队徽。按照原计划，2011赛季湖南湘涛主场将大部分比赛设在长沙市中南林业科技大学的东园体育场，少数比赛仍然在旧主场湖南省人民体育中心。但因在首轮联赛与天津润宇隆的比赛中场地草坪等问题频出，湖南湘涛不得不提前将球队迁回湖南省人民体育中心，但成绩仍未见有起色，开局5轮中甲联赛一场未赢，仅积2分进3球，位列中甲联赛倒数第一。4月16日晚，湖南湘涛官方网站发布公告，正式宣布与米罗西解除合同，由原助理教练张旭接任主帅。因湖南省人民体育中心的场地条件限制，5月21日对阵深圳凤凰的比赛，球队将主场迁至了中南大学新校区体育场，随后成绩实现反弹，一度取得了联赛五连胜的成绩。7月10日，在主场对阵上海东亚的比赛中，艾克热木打入了湖南湘涛第100个进球。同时，在7月30日客场对阵湖北中博中，湘涛以2比1的比分首次在常规时间战胜了“湘鄂德比”对手。9月25日，球队客场不敌冲超竞争对手广州富力，冲超计划失败，9月27日，有署名为“湘涛丑事大揭露”和“湖南湘涛黑幕重重”的新浪微博用户披露队内问题，引起圈内一片哗然。最终，湖南湘涛取得了2011赛季中甲联赛第4名，洪都拉斯外援布朗也以13个进球，获得了2011赛季中甲最佳射手。12月5日上午，湖南湘涛足球俱乐部益阳训练基地（最初命名为湖南省足球协会益阳训练基地）在益阳市高新区开建。基地占地65.8亩，修建了4片11人制标准足球场（种植天然草皮）和2片7人制足球场（铺设人工草皮），计划在2012年7月完工。12月15日，湘涛官网宣布前中超足球先生埃米尔·马丁内斯加盟。12月21日，媒体爆料前中国国家队和国奥队球员，曾效力过曼联、大连实德等球队的队员董方卓，以自由转会方式加盟湖南湘涛（2012年1月15日，双方正式达成协议）。12月25日，百度湖南湘涛贴吧投票评选出了2011赛季的十佳进球，并专门制作了视频。12月末，湖南湘涛来到云南省昆明市海埂体育训练基地进行训练，期间进行了9场热身赛，取得3胜4平2负的成绩。

#### 2012年
2012年2月，湖南湘涛来到上海进行拉练，进行了7场比赛（其中一场是预备队比赛），取得3胜4负的成绩，并与拥有阿内尔卡的上海申花在上海申花康桥足球训练基地进行热身赛，最终比分为1比3。3月6日，足球周刊第513期对湖南湘涛及湖南足球做了专题报道，专访了总经理李京蔓、球员董方卓、马丁内斯和艾克热木。3月17日，湖南湘涛1比0击败沈阳沈北，取得2012赛季开门红，这也是湖南湘涛队史第100场国内正式比赛。前三轮，湖南湘涛取得三连胜开局。4月7日，在主场迎战北京八喜的比赛中，湖南湘涛的绝杀进球被当值主裁判胡雅东判定进球无效，对此球队和球迷均强烈不满和抗议，并引来了各大媒体的大讨论。4月21日，俱乐部与赞助商浏阳河酒业公司签订协议，球队冠名为湖南浏阳河队，此举遭到了部分球迷的反对和抗议，认为其违法了球队的历史、传统和文化。6月28日，俱乐部官方网站发布《湖南湘涛足球队梯队招生简章》，对外招生组建U15、U12两大梯队，标志着湖南湘涛首次拥有了梯队和青少年培养系统。8月4日，球队将主场第20轮、22轮，24轮、26轮和28轮的比赛迁移到益阳奥林匹克体育中心举办。8月5日，俱乐部官方网站以及微博发布公告，宣布俱乐部领导层的人事调动，原球队总经理李京蔓辞去职务，并决定成立华民湘涛足球公益基金，用于支持湖南湘涛以及湖南足球运动的发展。随后，湖南湘涛陷入了持续的低迷，出现了8连败，10轮仅得2分的建队以来历史最差成绩，队内出现内斗危机，即“湘涛政商内斗”事件。9月1日，湖南湘涛主场输给了德比对手武汉卓尔，冲超希望基本破灭。9月8日，俱乐部官方网站发表公告，宣布“湖南湘涛足球俱乐部于2012年9月7日搬迁至新址办公，搬入位于长沙河西麓谷的新办公楼。公司办公地址将由原‘长沙市体育馆路36号省人民体育场内看台下116室’搬迁至‘中国湖南长沙国家级高新技术产业开发区桐梓坡西路348号科力远集团研发中心3楼309室’。”10月20日，在客场0比3输给重庆力帆之后，有球迷打出横幅抗议湖南湘涛不佳表现。10月28日，湘涛队在中南大学体育场输给深圳红钻，宣告赛季初以“冲超”为目标的湖南湘涛最终以8连败、中甲第11名的尴尬成绩结束了2012赛季。12月11日，俱乐部官方发布两份公告，宣布前申花队主帅，克罗地亚人拜塞克担任新主帅，张旭负责梯队建设，不再负责湘涛一队工作，12月31日，总经理金健辞去职务。由于对湖南湘涛的未来丧失信心，部分球员也选择转会或退役。

#### 2013年
由于金建的辞职，导致湖南湘涛在2013年初期陷入无人管理的混乱之中，为保证俱乐部的正常运营，湘涛队主要投资方科力远委派副总裁谢南方主持俱乐部工作，稳住了阵脚。1月10日，湖南湘涛前往昆明开始冬训。1月11日，锐克副总裁陈小驰宣布与球队签订赞助，2013赛季湘涛队将身着锐克球衣征战2013赛季，同时还透露新赛季湖南湘涛的主场将再度启用长沙贺龙体育中心。1月14日，锐克发布了湖南湘涛新产品的设计图，其中主场球衣由红白改为全红的变动引来部分球迷的不满和抗议，并痛斥“俱乐部穿衣随意、无固定颜色传统”的不规范问题。1月17日，长沙公安部门召集各球迷协会召开会议，宣布2013年将严格执行赛场安保工作，焰火烟雾等所谓“易燃易爆”物品被禁止使用。1月19日，俱乐部宣布签下上赛季效力于天津松江的爱沙尼亚国脚大卫·兰和克罗地亚球员博萨维奇。2月4日，湖南湘涛结束冬训，在冬训期间球队共进行7场热身赛，取得3胜1平3负的成绩。2月24日，湖南湘涛与原河南建业的巴西外援内托签约。3月16日，湖南湘涛在新赛季首轮比赛中1比1战平天津松江，结束了自2012赛季以来8连败纪录。4月12日，在主场对阵延边长白虎的比赛，湖南湘涛3比2战胜对方，获得2013赛季首胜，内托开场仅35秒的进球也堪称湖南湘涛队史最快进球。4月26日，俱乐部官网发布《湘涛贺龙主场票务执行方案》，宣布结束“免费看球”，开始收取门票，被部分球迷认为“现阶段的成绩不应当收取门票”，最低30元的票价也被认为太贵，也有部分球迷支持收取门票，认为这是俱乐部走向市场化的必经之路。

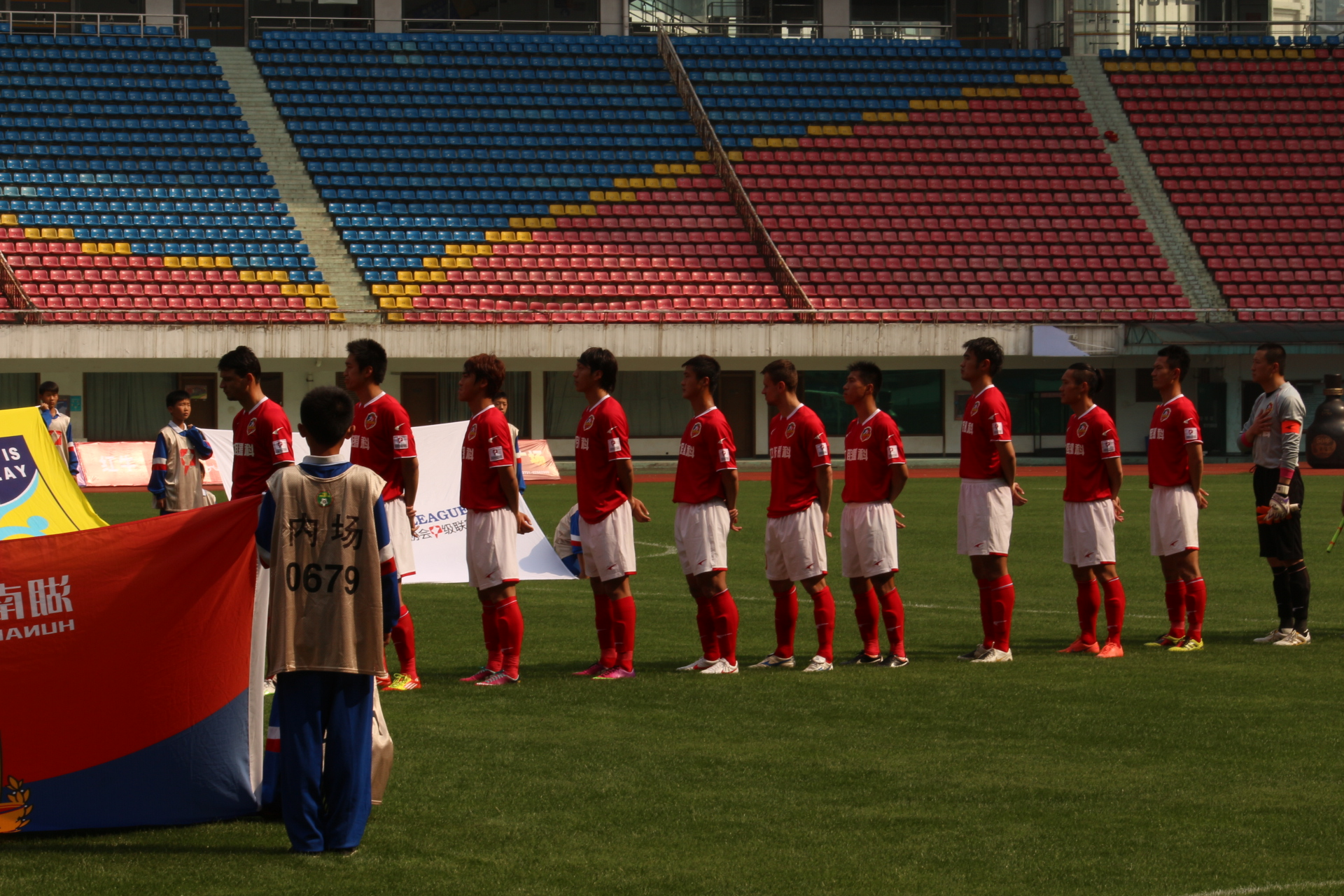
2013年4月28日，湘涛回归长沙贺龙体育中心，与重庆FC1比1战平。

4月28日，湖南湘涛在长沙贺龙体育中心主场与来访的重庆FC1比1战平，并首播了湖南湘涛队歌《湖南湘涛，我们的骄傲》。5月2日，俱乐部官网发表了《湘涛U15、U17梯队奔赴广州比赛》一文，介绍了湖南湘涛青训情况。6月3日，俱乐部官网发表了《湖南湘涛足球俱乐部U13梯队招生通知》，开始组建湘涛U13梯队。7月3日，俱乐部官方宣布上赛季效力球队的外援马丁内斯重返湖南湘涛，同时加盟的还有来自上海申花的陶金（租借）以及湖北全运队的曹国栋。7月12日，俱乐部再次宣布引进新援，曾在北京国安和江苏舜天效力的杜文辉加盟，同时加盟的还有来自湖北全运队的钟浩然和钟振龙。7月25日，俱乐部官网宣布拜塞克以及助理教练尼古拉，守门员教练达科下课，助理教练黄成代理主教练职务，同时还宣布前中国女足主教练王海鸣担任领队兼助理教练，王振杰担任守门员教练。8月10日，俱乐部官网发布《前进中的湖南湘涛足球青训》一文，介绍了现阶段湖南湘涛青训情况，同时还首次提出了构建湖南湘涛女足的想法。9月16日，俱乐部官网发表《感谢一路有你——致敬湘涛球迷》，感谢一直支持关心球队发展的湘涛球迷们。9月24日，俱乐部官网发表《枕戈待发的湖南足球青年近卫军》，介绍了湘涛队青训情况。10月26日，湖南湘涛主场1比0战胜北京八喜，提前一轮保级成功。30日，俱乐部官网发表《湘涛赞助校园足球》，介绍了由俱乐部赞助的“湘涛杯”益阳市校园足球比赛情况。12月8日，湘涛队员提前归队，备战2014新赛季，并于当天正式入驻益阳训练基地。

#### 2014年
2014年1月2日，湖南湘涛抵达云南昆明红塔足球训练基地进行为期一个月冬训，U17和U15两个梯队也分别前往广西北海和梧州，进行为期三周的冬训，U13梯队也于17日前往北海进行集训。13日，俱乐部宣布2014赛季将把主场搬回曾经使用过的中南大学体育场，并取消上赛季备受球迷批评的门票收费制度。2月3日，湖南湘涛结束春节假期，奔赴广东番禺开始赛季开赛前最后阶段的集训。2月7日，湖南湘涛U13梯队奔赴广西梧州，参加中国足协组织的冬训；2月10日，湖南湘涛U13、U15、U17梯队在梧州进行骨龄测试。2月27日，俱乐部宣布了一批新援的加盟，其中中国香港籍球员聂凌峰成为队史首位香港籍球员。2014赛季于3月16日开始，赛季前并不被球迷和媒体看好的湖南湘涛，开局7轮交出了5胜2平的不败成绩，刷新了湖南湘涛在中甲联赛最佳开局，但最终不败金身在第8轮被“湘鄂德比”死敌武汉卓尔打破，同时在这场比赛时中爆发了严重的球迷骚乱事件，湘鄂两队球迷皆有人受伤流血。随后湖南湘涛比赛状态下滑，在5月3日至6月7日的6轮中甲比赛中仅取得了1胜1平4负，进2球丢10球的糟糕成绩，被球迷称为“黑色五月”，直到6月15日，湖南湘涛主场2比0击败深圳红钻才终结了颓势。7月15日，湖南湘涛在足协杯第三轮的比赛中主场1比2被江苏舜天淘汰。之后，湖南湘涛状态起伏不定，一直徘徊在联赛第5名和第6名之间。8月18日，俱乐部官网发表《湘涛青训近况简报》一文，其中提到的“俱乐部关注湖南女子足球运动的发展，对益阳六中女子足球队进行了赞助，并派专业教练定期进行指导”部分，被外界解读为“组建湖南湘涛女足”的信号。9月14日，湖南湘涛在“湘鄂德比”中主场2比1战胜武汉卓尔。10月2日，湘涛俱乐部成立“湖南湘涛足球俱乐部有限公司党支部”，归属科力远集团党支部领导，王海鸣任党支部书记。11月1日，湖南湘涛主场3比2战胜延边长白山，以创队中甲最高积分纪录的45分结束2014赛季中甲联赛，此外，外援卡贝萨斯该赛季为湘涛攻入15个进球。

#### 2015年

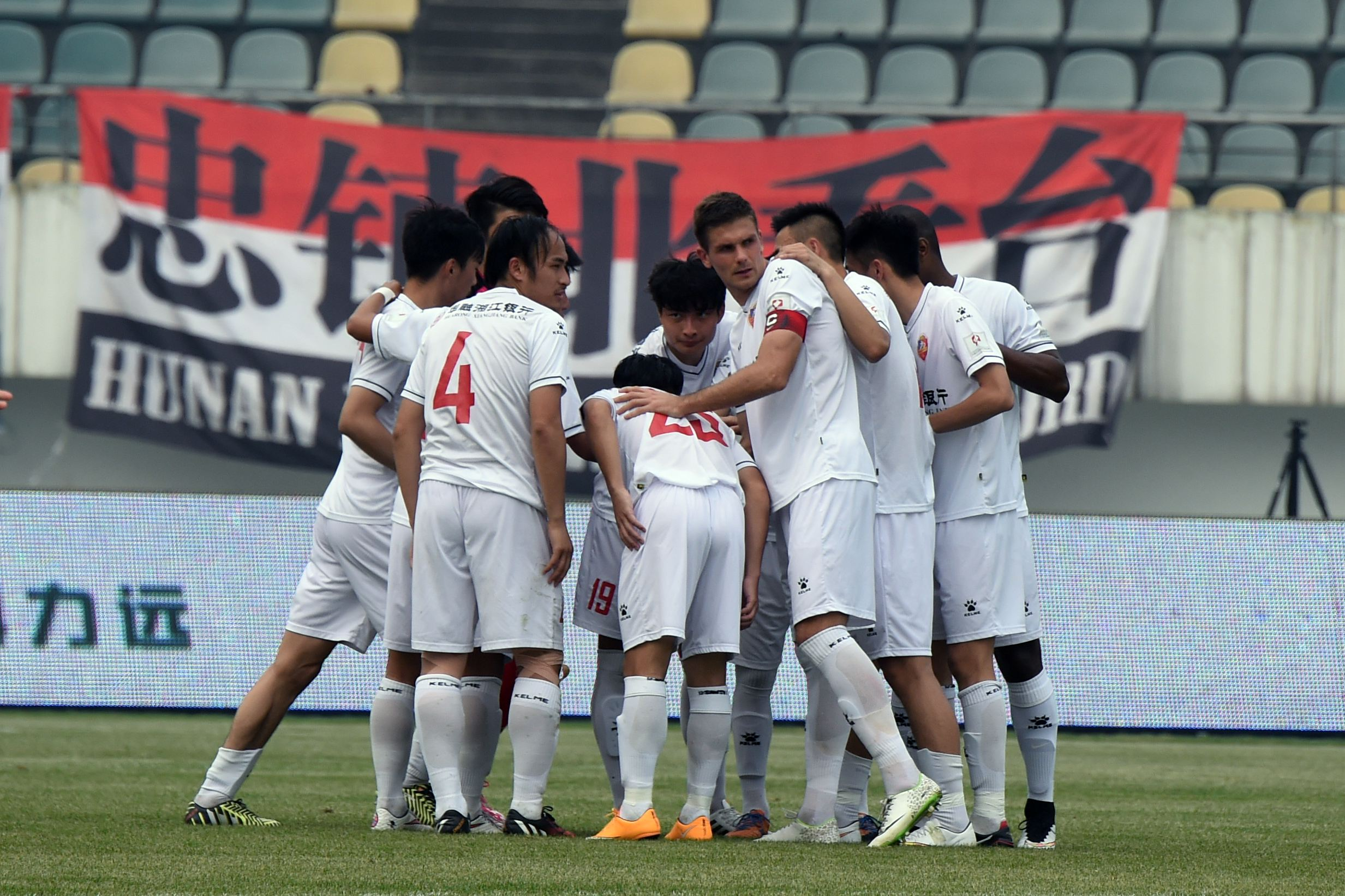
2015年4月18日，湖南湘涛与北京北控1比1战平。

2014赛季结束后，俱乐部马不停蹄开始2015赛季的准备工作。2014年11月2日，外援卡贝萨斯和贝特斯凭借出色的表现与俱乐部续约。11月4日，俱乐部官网发布《湖南湘涛2015赛季招商手册》，开始2015赛季招商工作。11月27日，俱乐部宣布与前大连阿尔滨的保加利亚籍主帅斯坦科夫签署了一份“1+1”的合同，斯坦科夫正式成为湘涛队史第三位外籍主教练。同日，俱乐部宣布与西班牙著名体育用品品牌卡尔美签约2年，卡尔美将为湘涛赞助价值共300万元的足球服装和装备。12月7日，球员返回益阳基地开始备战新赛季。16日，俱乐部迎来归队以来的首批试训球员，并宣布到明年1月5日将前往昆明进行冬训。20日，俱乐部宣布与中华台北球员吴俊青和陈昭安签约，这是湘涛队首次引进台湾籍球员。30日，曾在湘涛效力的杜文辉在自己的微博称湘涛俱乐部拖欠全队2013赛季的保级奖金（具体为与北京八喜一战的比赛奖金）共100万，前湘涛球员董方卓于同日转发并称“估计没戏了”，对此湘涛俱乐部官方没有回应。2015年1月4日，俱乐部宣布北京理工前锋李想和前青岛中能中场大将姚江山加盟。29日，湖南湘涛结束昆明冬训。1月30日，俱乐部宣布与前黑山国脚伊戈尔签约。2月2日，湖南湘涛飞往土耳其安塔利亚进行春训，这是湖南湘涛成立以来首次在海外的集训。2月7日，俱乐部宣布与前国脚陈子介签约4年。2月11日，俱乐部宣布2015赛季重回长沙贺龙体育场征战10个主场，另外5个主场比赛在益阳奥体中心进行。3月5日，俱乐部宣布签下前沈阳中泽，中国参加欧联杯第一人的柳超签约。3月14日，俱乐部发布公告介绍新赛季主场购票流程，首次加入了“套票”的概念。但在具体实施过程中出现了很多混乱的情况，俱乐部工作人员的工作能力受到了球迷的质疑和批评，俱乐部后在其官网公开道歉。同日，湘涛队在主场以0比0的比分战平首个对手青岛海牛。2015年3月15日，时任湖南湘涛足球俱乐部总经理的张旭在接受湖南日报采访时表示，对《中国足球改革发展总体方案》有关俱乐部的三条内容中的第二条“鼓励具备条件的俱乐部逐步实现名称的非企业化，努力打造百年俱乐部”的部分表示认可，并表示希望湘涛永远不改变自己的名字，湖南湘涛要承担起为湖南足球、中国足球的长远发展作贡献的社会责任。4月26日，湘涛在客场2比3输给了德比死敌武汉卓尔。5月2日，俱乐部发布公告宣布主帅斯坦科夫不再担任主教练一职，改聘其为技术顾问。总经理张旭临时兼任主教练。之后湘涛仍未能找回上赛季的良好状态，排名也徘徊在倒数几位。8月7日，湖南湘涛再度换帅，助理教练吉卡接替张旭成为新任主帅，张旭继续担任俱乐部总经理一职。在8月8日与武汉卓尔的主场比赛中，湘涛队1比2失利。10月14日，俱乐部以内部通知的方式宣布张旭再度担任主教练。11月1日，湖南湘涛在与哈尔滨毅腾的比赛中，在最后时刻绝杀对手，力压保级对手北京理工惊险保级。

#### 2016年

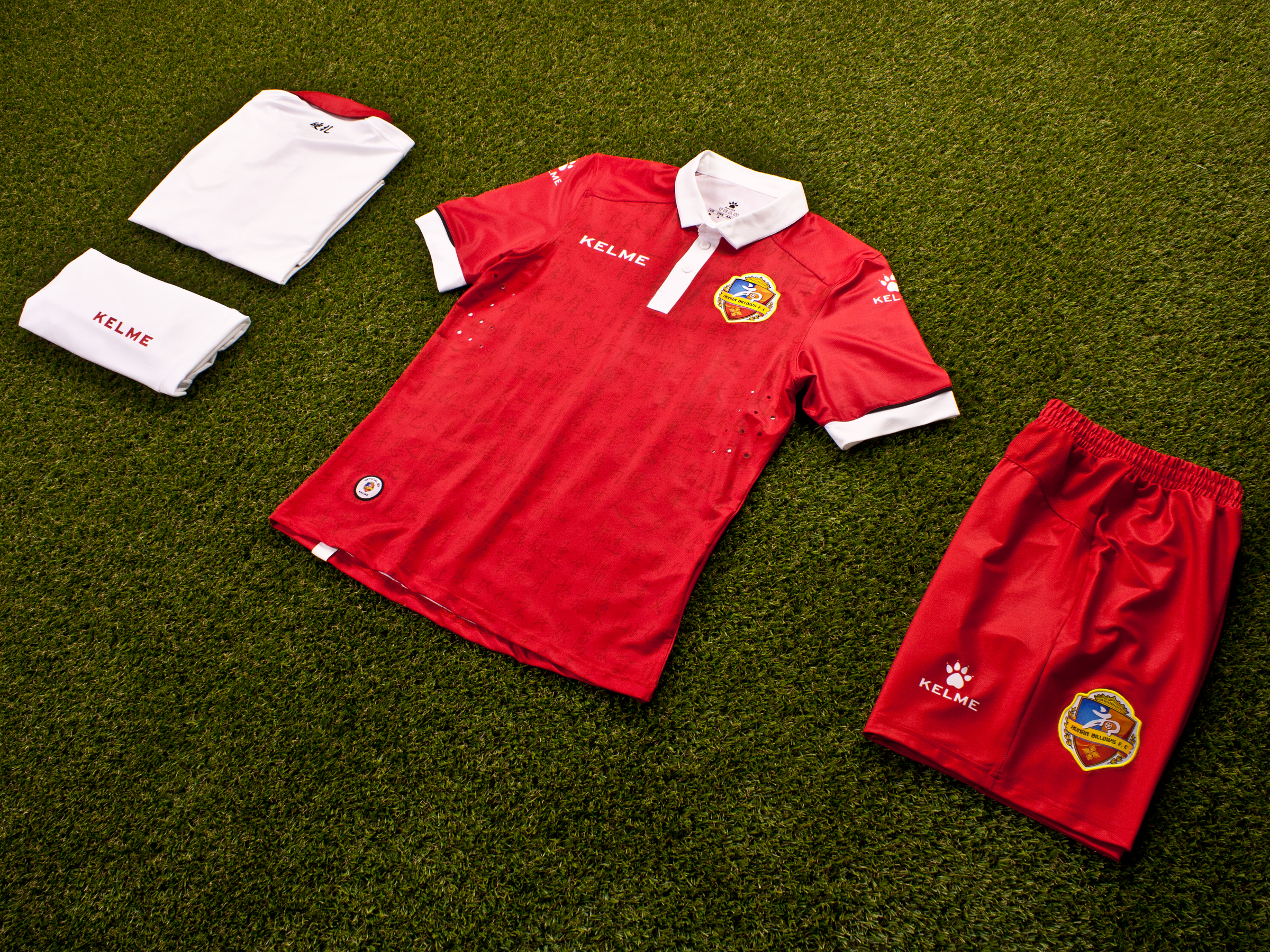
被球迷誉为史上最漂亮的2016赛季主场球衣

2015年12月1日，湖南湘涛重新集结开始新赛季备战，并宣布前青岛中能主帅卡夫季奇成为新赛季主教练。2016年1月28日，俱乐部宣布与湖南华莱生物科技有限公司达成合作协议，新赛季将以湖南湘涛华莱足球队的名义参加比赛。2月8日，湖南湘涛发布新赛季球衣，球衣由卡尔美赞助，并以《岳阳楼记》做为球衣的暗纹设计，获得了国内各地球迷的好评。2016赛季开始后，湖南湘涛在头三轮的比赛中表现出色，在连续面对北京人和、大连一方和天津权健三个强队的比赛中保持不败。但在随后的赛季中，湖南湘涛队成绩大幅下滑，排名一直在降级区以内。4月16日，湖南湘涛在第5轮客场对阵梅州客家的比赛中，以0比6创队史的悬殊比分告负。由于成绩不佳，卡夫季奇被迫下课，主教练一职由前国脚黄向东接任。7月16日，湖南湘涛在中甲联赛第18轮主场迎战天津权健的比赛中，爆发了两地球迷之间的骚乱事件。9月3日，湖南湘涛在中甲第25轮主场迎战大连超越的比赛中1比4告负，提前5轮降级中乙联赛。最终，参加2016赛季中甲联赛的湖南湘涛以2胜6平22负仅积12分，进16球失61球净胜-45球的成绩排名垫底，创下了队史最差成绩。

### 再战乙级（2017-今）

#### 2017年
2016年11月28日，卡尔美公布了2017赛季湘涛主客场球衣设计方案，这是继上赛季的“岳阳楼记”球衣后，湘涛历史上的第二款专属战袍。12月20日，湖南湘涛重新集结开始新赛季备战，欠薪问题于12月29日得到解决，由于降级中乙，湖南湘涛不少主力选择转会或退役。2017年1月12日，湘涛与长沙市明达中学达成合作协议，全运会湖南省男子足球队培训基地暨湖南湘涛足球俱乐部青训明达基地正式落户长沙市明达中学，湖南湘涛U12梯队（全运会湖南省男子足球队）全体球员进入该校读书。1月22日，湖南湘涛冠名赞助商湖南华莱生物科技有限公司宣布入主湖南湘涛足球俱乐部，“湘涛”做为象征湖南足球运动的中性名称被继续保留，华莱全面参与俱乐部的运营和管理工作，新赛季湖南湘涛将以“湖南华莱湘涛”的冠名方式参加比赛。2月13日，湘涛抵达广东开始集训，参加了在惠州市进行的广东贺岁杯足球赛。最终，湘涛以1胜1平1负积4分的成绩获得贺岁杯第三名。3月25日，湖南湘涛出战足协杯，止步第一轮。4月9日，湖南湘涛客场挑战四川安纳普尔那，以1-3的比分不敌对手，未能取得开门红，保持了9个赛季的联赛首战不败纪录作古。4月15日，湘涛在第一个主场中2-1战胜了上海聚运动，在取得了新赛季首胜的同时，也终结了自上赛季6月份以来的正式比赛“19场不胜”的尴尬纪录。5月16日，俱乐部发布人事变动公告，许国才担任俱乐部总经理，张旭改任俱乐部副总经理兼主教练。28日，媒体爆料张旭辞去俱乐部一切职务，主教练一职暂由助理教练乌拉迪米尔担任。6月23日，俱乐部宣布聘请前天津松江主帅帕特里克担任湘涛新主帅。在帕特里克的带领下，湘涛在后半程一度状态回升，无奈前半程失分太多，最终仅获得中乙南区第8名，未能打进南区前四，本赛季“冲甲”目标宣告失败。除了中乙联赛，湘涛俱乐部还在国庆期间派遣U17梯队参加湘甲联赛，这是湖南湘涛足球俱乐部首次参与湖南本土足球赛事。12月4日，媒体爆料帕特里克因准备加盟匈牙利国家足球队担任助理教练，与俱乐部提前解除合同。

#### 2018年
2017年12月28日，卡尔美公布了2018赛季湘涛主客场球衣设计方案，球衣重现了2011赛季的经典球衣款式。2018年1月2日，湘涛球员结束元旦假期归队训练。次日，媒体爆料前八一湘潭主教练裴恩才将担任2018赛季湖南湘涛新任主教练。1月20日，湘涛抵达云南红塔足球训练基地开始冬训。期间，湘涛共进行了多场热身赛和总计110公里的跑步训练，并于2月11日结束冬训。2月22日，球队在益阳重新集结，并于2月27日前往广东番禺训练。3月8日，俱乐部在其官方网络平台官宣8名球员加盟。3月20日，球队回到湖南。3月24日，湘涛在足协杯第二轮比赛中2-1逆转战胜深圳雷曼。3月31日，湘涛在中乙联赛首轮客场2-1击败苏州东吴。湘涛的开局状态不错，但在6月2日客场0比0战平深圳鹏城后，湘涛遭遇了一波“六连平”，特别是6月30日主场1比1被苏州东吴逼平之后，湘涛俱乐部宣布裴恩才下课，帅位由孙卫接任。此后湘涛虽有输有赢，但始终稳居南区前四名。9月29日，湘涛在只需不败的情况下客场1比2被南通支云击败，导致最后时刻积分被深圳雷曼超越，未能晋级中乙淘汰赛阶段，最终排位赛两回合1比4不敌宁夏山屿海，仅收获2018赛季中乙第10名。

#### 2019年
由于2018赛季湘涛未能跻身中乙淘汰赛阶段，加之国家打击传销组织的影响，俱乐部主要赞助商湖南华莱撤资，球员迟迟没有开展冬训，甚至一度传出“湖南湘涛即将解散”的消息。2月15日，湖南红辣椒球迷协会通过微信公众号发布《湖南红辣椒球迷协会致湖南省体育局、湖南省足协、湖南湘涛足球俱乐部的公开信》，呼吁社会各界保全湖南湘涛这一湖南职业足球的唯一血脉。球迷的呼吁使得事态有了转机，湘涛俱乐部决议继续运营。3月2日，湘涛官宣唐京担任主教练。由于之前遭遇的运营困难，湘涛流失了大量主力球员，也没有资金和时间考察、引进新球员，湘涛只能从梯队抽调11名年轻球员以补充阵容空缺，其中“80后”5人、“90后”11人、“00后”11人，湘籍球员14名。在时间仓促、缺兵少将的情况下，湘涛在3月9日开始的足协杯第一轮主场1比0击败山西信都，取得开门红。中乙联赛开始后，过于年轻的球队阵容让湘涛缺乏竞争力，直到第8轮主场对战武汉三镇的比赛才2比1赢得联赛首胜。7月10日，湘涛官宣陈硕、何亚奇、熊韬、郑聪、李璐宁等球员加盟。整个赛季，湘涛持续状态糟糕，特别是从6月15日的第15轮开始遭遇“七连败”，好在湘涛在对战广西宝韵、湖北楚风合力、南京沙叶的比赛中取得了胜利，从而避免了南区垫底直接降级的厄运。保级附加赛中，湘涛与内蒙古草上飞两回合1比1战平，最终通过点球决战胜出，惊险保级。

#### 2020年
2020赛季，受新冠肺炎疫情的影响，本应3月底开赛的中乙联赛被推迟到10月底开幕，改用赛会制形式组织比赛（分海埂、泸西两大赛区），湘涛被分入海埂赛区参赛（有11支参赛球队，包括中国U19国家队），同时，赛程长度被严重压缩，海埂赛区11支球队进行单循环积分赛。疫情的影响，也导致湘涛直到6月才在益阳恢复集训，并引进了耿天明、谭想、曾庆珅、廖垒、秦振康、东航等球员。湘涛本计划邀请前国脚吴伟安出任球队主帅，但最终未能签约，只能由湘涛建队元勋王琛出任代理主帅（王琛无亚足联PRO级教练证，湖南唯一拥有亚足联PRO级教练证的贾宏挂名主帅，王琛实际指挥）。10月19日，湘涛从长沙启程前往海埂赛区报到。10月25日，湘涛首场比赛2比1逆转击败中国U19国家队，取得首胜。之后湘涛又陆续击败云南昆陆、上海博击长空，并在11月21日2比1逆转击败山西龙晋，提前两轮宣告完成保级目标。最终，4胜6负的湖南湘涛，排名2020赛季中乙海埂赛区第8名。

#### 2021年
受新冠肺炎疫情影响，2021赛季中乙联赛仍然采取赛会制方式举行。4月16日，湘涛在湘潭市体育中心开启集训，上赛季挂名球队主教练职位的贾宏正式接过了湘涛教鞭，上赛季代理主教练王琛改任领队。5月12日，湘涛前往云南泸西赛区报到。5月16日，湘涛首轮0比0战平上海嘉定汇龙。5月26日，湘涛1比0击败延边龙鼎，收获2021赛季首胜。最终，第一阶段湘涛取得4胜3平7负的成绩，落入保级组。7月31日，湘涛0比4不敌四川民足，止步于足协杯首轮。第二阶段的保级组比赛，湘涛被分入盐城赛区，采取单循环积分赛形式进行。最终，湘涛凭借1比0泉州亚新、2比0昆明郑和船工的两场关键胜利，以2胜3平2负在盐城赛区排名第4，顺利保级。最终，该赛季湘涛排名中乙第15名。

#### 2022年
2022年，受新冠疫情和中国经济下行等因素影响，为给中国各级职业联赛参赛俱乐部解决欠薪问题足够的空间，中国足协解除了包括湖南湘涛在内的多家俱乐部的引援禁令。3月15日，球队在益阳基地集结备战。4月3日，中国足协公布了2022赛季职业联赛准入名单，湖南湘涛名列其中。4月底，湖南湘涛在长沙月亮岛进行备战，并与湖南师范大学、长沙市一中的男足队伍进行了热身赛。5月6日，“德国转会市场”网站突然公布了湖南湘涛的引援名单，在2021年征战过中冠联赛的湖南星锐足球俱乐部（原为大连星锐足球俱乐部，2021年8月26日落户湖南娄底）的大连籍年轻球员被引入湖南湘涛球员名单，原计划引进的球员和大部分老球员被解约，以贾宏为首的教练组也全部离职。此举在湖南球迷之中引发热议和担忧，湖南红辣椒球迷协会也于5月8日发文《@星锐 请正面回答湖南球迷三个问题》，敦促当事方湖南星锐解答三个问题。5月17日，未得到答复的湖南红辣椒球迷协会发布公告，宣布暂停对湖南湘涛的支持。与此同时，离队老球员在贾宏的带领下，转投湖南芒果巴足球队征战中冠联赛。6月16日，中国足协公布2022赛季中乙联赛第一阶段分区情况，湖南湘涛被分入盐城赛区，受新冠疫情影响，该赛季中乙仍为赛会制。7月2日，湖南湘涛在首轮比赛中2比0击败绍兴上虞翼龙，取得开门红，但从第二轮比赛开始，球队遭遇七连败，同时因中国足协恢复引援禁令导致部分球员无法使用，球队在凑不齐参赛人数的情况下，弃权了第8轮对战无锡吴钩、第9轮对战武汉江城、第10轮对战丹东腾跃的比赛，被扣除了3个联赛积分的湖南湘涛排名盐城赛区最后一名，落入保级组。10月底，湖南湘涛支付了仲裁款项，再度解除了引援禁令，但由于积分差距过大，无力回天的湖南湘涛在11月9日0比3不敌南通海门珂缔缘后，提前一轮宣告降级至中冠联赛。整个赛季，湖南湘涛的成绩为2胜1平12负，创下建队以来最差成绩。以老球员为班底参加中冠的湖南芒果巴，仅获中冠联赛第13名，而以湖南星锐球员为班底的湘潭灵点足球队，也未能从分区赛突围。

#### 2023年
由于中国政府解除了对新冠疫情的监管，2023赛季中国各级职业足球赛事全面恢复主客场赛制。2023年2月底，湖南湘涛在云南昆明重新集结，做好参加2023赛季中冠联赛和递补参加2023中乙联赛的两手准备。3月29日，中国足协和中足联筹备组公布了2023赛季中国足球职业联赛准入俱乐部名单。在53家提出准入申请的俱乐部中，依据经营状况和欠薪情况，有48家获得职业联赛准入资格，湖南湘涛未通过准入。4月19日，中冠联赛举行分组抽签仪式，湖南湘涛落入昆明赛区P组。4月22日，由于原中乙准入球队珠海琴澳宣布退出，中国足协于4月25日宣布，湖南湘涛以递补第一顺位身份重返中乙联赛，原属湖南湘涛的中冠资格被曲靖宜布递补。4月25日，湖南红辣椒球迷协会发布公告，宣布将与湖南湘涛足球俱乐部管理方（娄底市足球协会、湖南星锐足球俱乐部）进行对话。4月30日，重回中乙联赛的湖南湘涛第一轮客场0比2不敌云南玉昆，5月13日，湖南湘涛在新主场娄底市体育中心迎来首场比赛，1比2不敌重庆铜梁龙。5月20日，湖南湘涛在足协杯首轮客场4比0击败内蒙古草上飞，迎来赛季首胜。从包头回湘后，在前湖南湘涛球员、2923赛季湖南湘涛领队刘玉圣的斡旋下，湖南湘涛主教练滕仁军与湖南红辣椒球迷协会主要负责人在长沙进行对话。5月31日，湖南湘涛足协杯第二轮主场1比0击败中甲球队上海嘉定汇龙，晋级第三轮。6月10日，湖南湘涛主场1比0击败海南之星，迎来联赛首胜，与此同时，湖南红辣椒球迷协会也从这场比赛开始，在娄底市体育中心北看台恢复助威。从6月17日开始，湖南湘涛连续六场不胜，并在同云南玉昆、泉州亚新、重庆铜梁龙的比赛中输了大比分，引发湖南球迷对滕仁军为首教练组的强烈不满。6月22日，湖南湘涛足协杯第三轮主场0比1不敌中超球队河南队。7月22日，湖南湘涛主场3比2击败绍兴上虞翼龙，终结了连败纪录，8月5日又以3比0击败江西黑马青年，以中乙南区第6的名次进入保级组。8月下旬保级组的比赛开始后，湖南湘涛战胜了淄博齐盛（主客场双杀）、泰安天贶、南通海门珂缔缘，10月9日客场0比1击败淄博齐盛后，湖南湘涛提前两轮成功保级，最终取得中乙第13名。

#### 2024年
1月29日，中国足协公布了2024赛季三级职业联赛准入球队名单，湖南湘涛名列其中。通过准入后，球队随即开启集训，吸引了大量球员前来试训。3月9日，湖南湘涛官宣了新赛季的球衣设计，球衣继续采用娄底体育品牌——茵浪体育的球衣，球衣图案完全由球迷自主设计。3月16日，2024赛季中乙联赛第一阶段赛程公布。3月23日，湖南湘涛在首场比赛中客场0比1不敌广东广州豹。3月31日，湖南湘涛在客场2比2战平上海海港B队，拿到了2024赛季首个积分。4月6日，湖南湘涛在首个主场1比0击败泉州亚新，迎来2024赛季首胜。4月21日，湖南湘涛在足协杯第二轮客场4比0击败长乐金刚腿，但在第三轮主场0比3不敌中甲球队石家庄功夫。从4月16日至5月12日，湖南湘涛在中乙、足协杯两条战线上迎来“五连胜”，这是球队自2011赛季后的首次“五连胜”。5月25日，湖南湘涛在3比0领先的大好形势下，最后时刻被深圳青年人3比3扳平，遭遇了球迷赛后的批评与质疑，认为存在消极比赛行为。6月1日，红辣椒、湘军、湘魂、高校联盟、涛迷群等球迷组织（团体）发布联合声明，宣布6月2日主场对战广东广州豹的比赛暂停助威一整场，最终湖南湘涛主场0比1告负。7月27日，中乙第一阶段结束，湖南湘涛以8胜6平4负积30分的成绩，晋级第二阶段冲甲组。8月9日，第二阶段冲甲组赛程公布。8月31日，湖南湘涛主场3比1击败山东泰山B队，取得冲甲组首胜。9月13日，湖南湘涛足球俱乐部股权发生变更，原持股人钟发平、伍凤梅（均为湖南科力远新能源股份有限公司负责人）退出，深圳兴睿信息科技有限公司100%持股湖南湘涛足球俱乐部。9月28日，湖南湘涛主场1比0力克陕西联合，赛前，湘陕两地球迷在场外发生冲突。10月21日，中乙第二阶段收官，湖南湘涛总成绩10胜11平7负积41分排名中乙第8名，这是2017赛季重回中乙以来的最好成绩。

#### 湖南星锐
2020年，星锐足球俱乐部在大连成立，取“星火燎原，锐意进取”之意命名为“星锐”。球队初期专注于足球青训，曾获辽宁省第十三届省运会冠军等荣誉。2021年8月26日，在娄底市政府建设“足球之城”的感召下，星锐足球俱乐部迁入娄底，成立湖南星锐足球俱乐部，成为娄底市首家、湖南省第二家职业足球俱乐部。球队原计划通过参加2021赛季中冠升入中乙联赛，但成绩不佳未能如愿。
2022年5月，湖南星锐足球俱乐部收购湖南湘涛足球俱乐部，将原有的星锐球员班底并入湘涛俱乐部，正式成为湖南湘涛足球俱乐部的一部分。

## 前身争议
需要注意的是，俱乐部和球迷圈内，关于2004年到2006年的湖南湘军是否为现在的湖南湘涛足球队的前身，存在着诸多的争议。俱乐部官方长期认定的成立时间为2006年12月26日，因为历史上的诸多原因，使得俱乐部并不认同湖南湘军与湖南湘涛之间的传承关系，认为是两个不同的球队。但仍有不少球迷坚持认为，2006年湖南湘涛的创立是在湖南省体育局接手降级的湖南湘军的情况下产生的，而且球队也基本延续湘军时代的阵容，现如今各大媒体报道也多将湖南湘军视为湘涛前身，仍然在报道中习惯将湖南湘涛称之为“湘军”，因此这一部分球迷认为球队的成立时间是2004年1月15日湖南湘军足球俱乐部的创立。另一说法认为2001年组建的湖南金果实业足球俱乐部为湘涛前身，但并未获得多数球迷认可。

### 湖南湘军历史

#### 2004年
2003年，重庆力帆在末代甲A联赛中不幸降级，为了保留自己参加中国顶级联赛的资格，转购了原云南红塔的中超参赛资格以及一线队，并同时向湖南省出售自己原来的球队。2004年1月，湖南省科力远集团下属公司湖南威远实业有限公司与重庆力帆达成了转让协议，湖南方面以接近2000万人民币的价格将球队买下，组队参加2004年的中甲联赛。至此，湖南省在告别中国职业足球近十年后终于重回中国职业足坛。最初球队命名为湖南科力足球俱乐部，并将当时的湖南五强虹道和益阳科力远两家中乙俱乐部合并，1月15日，湖南湘军足球俱乐部正式宣告成立，成为中国足球甲级联赛始创球队之一。成立最初的湘军实力不俗，主教练由朱波担任，保留了重庆力帆的阵容班底，拥有包括符宾在内的著名球员，是当年中甲联赛的热门球队之一，同时为锻炼年轻球员，也曾组织其梯队以香雪湘军的名义参加香港足球联赛。但球队却并没有打出让球迷满意的成绩，加之俱乐部的管理不善，最后却不得不以保级为目标而苦战。最后，一路磕磕碰碰的球队终于在中甲联赛最后一轮，通过与大连长波的“默契球”勉强保级成功，但是俱乐部的经营情况却一蹶不振，拖欠下了诸多球员的薪水，以及贺龙体育场的巨额场租费。

#### 2005年
2005年，由于中国足协出于备战北京奥运会的准备，宣布调整职业联赛升降级制度（取消降级），以及哈尔滨国力拖欠球员工资被中国足协取消参赛资格，使得该赛季球队没有了降级之忧。2月，科力远集团有意退出足坛，将球队转手给百龙集团，球队更名为“湖南百龙湘军足球俱乐部”。但在后来百龙集团因故突然宣布退出，科力远集团不得不重新接手球队。7月开始，球队陷入了严重的经济危机，导致球队多次面临被强行降级或者解散的危急情况，甚至出现了无法支付训练场地费用的尴尬，同时球队在2005赛季的中甲联赛中的排名也一直居于末两位，遭到众多球迷的不满。9月7日，湖南山川速生丰产林工程有限公司与科力远集团签约，以“零转让”承担球队全部债务的形式接手，俱乐部更名为湖南山川湘军足球俱乐部。同年，球队内部发生了“球霸”事件，时任主教练李辉被迫下课。

#### 2006年
2006年1月9日，科力远集团正式将球队转让给湖南山川速生丰产林工程有限公司。3月6日，因为欠薪问题没有妥善解决，俱乐部办公室被部分球员和球员家长打砸。激愤的球员及其家长认为俱乐部是“骗子公司”。在球队最为困难的情况下，前中国国家队球员郝海东曾经在6月6日短暂接手球队直到赛季结束。在当年的中甲联赛中，俱乐部以15分排名垫底，最终不幸降级至中国足球乙级联赛。

#### 并入湖南湘军的俱乐部
2001年12月21日，湖南金果实业足球俱乐部成立，主场设在衡阳并参加了2002年全国乙级联赛，打进前12名但未能获得升甲资格。之后金果退出，球队于2003年被转卖并改名益阳科力远，但未参加2003年乙级联赛。2004年益阳科力远并入湖南湘军足球俱乐部。
1998年9月，原湖南省足球协会主席杨国柱发起组建“湖南青年足球队”，并于2003年元旦改组为湖南五强虹道足球俱乐部，该俱乐部以发展青少年足球为重点，并组织两支球队分别备战2003年“五城会”和2005年“十运会”。2004年湖南五强虹道并入湖南湘军足球俱乐部。

## 队名释义
“湘涛”是“湘江之波涛”的意思，这一队名（包括前身所使用的“湘军”的队名）不是企业冠名。湘江被湖南人称为母亲河，孕育了湖湘文化。取名“湘涛”是希望球队继承湖湘文化的精髓，并像湘江一样奔流不息，势不可挡，所以“湘涛”属于中性队名。2015年3月15日，时任湖南湘涛足球俱乐部总经理的张旭在接受湖南日报采访时表示，对《中国足球改革发展总体方案》有关俱乐部的三条内容中的第二条“鼓励具备条件的俱乐部逐步实现名称的非企业化，努力打造百年俱乐部”的部分表示认可，并表示希望湘涛永远不改变自己的名字，湖南湘涛要承担起为湖南足球、中国足球的长远发展作贡献的社会责任。2020年，当中国足协推行球队名称去企业化的“中性名”政策时，本就是中性名的湖南湘涛足球俱乐部没有更名。

## 著名球员
| 门将 - 穆旭2009-2012 - 董建宏2010-今 - 邓子豪2010-今 - 王昊一2012-2014 | 后卫 - 陈真2006-2015 - 耐托2010 - 刘博2010-2011，2013-2014 - 威廉2011 - 曹驩2011-2016 - 诺拉雷斯2012 - 李昭楠2014，2016 - 大卫兰2013 - 贝特斯2014-2015 - 洛克2016 | 中场 - 唐宇轩2007 - 王庆2007-2014 - 訾龙2009-2010 - 杨宝明2009-2012 - 代钦华2010-2012 - 贝阿塔2010-2011 - 徐德恩2011 - 谢维超2011-今 - 路姜2012 - 恩里克斯2012 - 马丁内斯2012，2013 - 博萨维奇2013 - 聂凌峰2014 - 陈昭安2015 - 伊戈尔2015 - 瓦洛伊2016 | 前锋 - 王琛2006-今 - 艾克热木2009，2011-2012 - 席尔瓦2010 - 布朗2010-2011 - 帕拉西奥斯2011 - 卡多索2012 - 董方卓2012-2013 - 内托2013 - 杜文辉2013 - 毛嘉康2014 - 达姆扬诺维奇2014 - 卡贝萨斯2014-2016 - 托托2016 |

### 历任主席、总经理、主教练、队长
| 历届主席 - 熊倪2006-2012 - 钟发平2013-2021 | 历届总经理 - 李京蔓2007-2012 - 金建2012 - 谢南方2013 - 张旭2014-2017 - 许国才2017-2022 - 冷若竹2022-2023 - 滕仁军2024-今 | 历届主教练 - 李柯嘉2006-2007 - 谢刚2007 - 黄成2008，2013 - 门文峰2009 - 赵发庆2009-2010 - 米罗西·克利斯蒂奇2011 - 张旭2011-2012，2014，2015（代理），2017 - 德拉岑·拜塞克2013 - 亚历山大·斯坦科夫2015 - 2015 - 2016 - 黄向东2016 - 李洪武（代理）2017 - 帕特里克·德维尔德2017 - 裴恩才2018 - 孙卫2018 - 唐京2019 - 贾宏2020-2022（2020年挂职） - 王琛2020（执行主教练） - 滕仁军2022-今 | 历届队长 - 2007 涂权新 - 2008 涂权新 - 2009 魏强 - 2010 代钦华 - 2011 代钦华 - 2012 马丁内斯 - 2013 王昊一 - 2014 贝特斯 - 2015 贝特斯 - 2016 卡贝萨斯 - 2017 王琛 - 2018 王琛 - 2019 王琛 - 2020 刘青 - 2021 郑聪 - 2022 谭有传 - 2023 蒋哲 - 2024 吕悦枫 |

## 球队文化

### 历年球衣和球衣赞助商

#### 2007-2016
| 年度   | 年度   | 2007      | 2008              | 2009      | 2010      | 2011      | 2012      | 2013      | 2014      | 2015         | 2016     |
| ------ | ------ | --------- | ----------------- | --------- | --------- | --------- | --------- | --------- | --------- | ------------ | -------- |
| 球衣   | 球衣   | 主场 客场 | 主场 客场         | 主场 客场 | 主场 客场 | 主场 客场 | 主场 客场 | 主场 客场 | 主场 客场 | 主场 客场    | 客场     |
| 供应商 | 供应商 | Li-Ning   | Li-Ning Xtep UCAN | Umbro     | Umbro     | Umbro     | Li-Ning   | UCAN      | Joma      | Kelme        | Kelme    |
| 赞助商 | 胸前   | 浏阳河酒  | 浏阳河酒          | 浏阳河酒  | 浏阳河酒  | 百世窖酒  | 中联重科  | 中联重科  | 无        | 华融湘江银行 | 华民资本 |
| 赞助商 | 背后   | 无        | 浏阳河酒          | 无        | 浏阳河酒  | 无        | 中南传媒  | 无        | 无        | 华融湘江银行 | 无       |
| 赞助商 | 衣袖   | 无        | 无                | 无        | 无        | 无        | 无        | 无        | 无        | 无           | 无       |

### 队歌
湖南湘涛队队歌为《湖南湘涛，我们的骄傲》。

#### 《湖南湘涛，我们的骄傲》
2013年4月28日，在湘涛主场对阵重庆FC的时候，由球迷组织“湖南湘涛球迷联盟”的成员潘乐平创作的《湖南湘涛，我们的骄傲》，首次在中场休息时播放。该歌曲原本计划为球迷组织“湖南湘涛球迷联盟”的会歌，最终被湘涛俱乐部采纳为正式队歌。

##### 歌词
| 歌词 |
| 无论你来自何方， 我们拥有共同的梦想， 绿茵场上，我们是不可阻挡的力量。 无论你来自何方， 我们拥有共同的信仰， 梦在前方，未来的路我们一起闯。 湖南湘涛，湖南的骄傲！ 辉煌与荣耀我们创造。 湖南湘涛，我们的骄傲！ 胜利和喜悦向我们微笑。 永不放弃，我们加倍努力，踏着彼此勇敢和坚定。 团结一心，是我们的力量。湖南湘涛，势不可挡！ |

#### 《满哥哥来哒》
2004年3月24日，由原湖南湘军俱乐部创造的充满湖南花鼓戏风格的队歌《满哥哥来哒》问世。报道称，该歌曲极易上口，曲调轻松简单，采用仿花鼓戏的旋律，听一遍之后基本就能唱出。而另一个特色就是在歌词上并没有限制，只要是三五个字的词语都可以套进歌里去。因此在球场上，球迷完全可以将球员的名字加到歌里面去，通过歌声来为队员打气，非常符合赛场的气氛。为宣传、推广该队歌，湖南卫视专门制作了MV，并在2004年的电视中连续播出，著名主持人汪涵、大兵、马可、刘澳、李锐在MV中担任主唱。值得注意的是，在俱乐部官方网站所提供下载的MP3格式湘军队歌，与湖南卫视所拍摄的MV歌词略有不同。2006年湘军降级，官方网站被关闭，官方MP3版本队歌失传，但湖南卫视所拍摄的MV却保留至今，继续被湖南球迷传唱。

##### 歌词（湖南卫视MV版）
| 歌词 |
| 满哥哥呀，球迷呼呀；偶滴满哥哥哎，球迷呼呀。 呀呜呀呜嘿，嘿呜嘿呜呀；呀呜呀呜嘿嘿，嘿呜嘿呜呀。 满哥哥呼呀，往前带呼呀；满哥哥呼呀，莫回头呼呀；满哥哥呼呀，抖起精神呼呀； 满哥哥呼呀，腿莫软呼呀；满哥哥呼呀，经得缠呼呀；满哥哥呼呀，朝前奔呼呀。 搞搞搞！嘿！劲鼓擂起搞！搞搞搞！嘿！玩死玩命搞！搞搞搞！嘿！一不留神趁机乱砣一脚怒射球进网呼呀！ 呀呜呀呜嘿，嘿呜嘿呜呀；呀呜呀呜嘿嘿，嘿呜嘿呜呀。呀呜呀呜嘿，嘿呜嘿呜呀；呀呜呀呜嘿嘿，嘿呜嘿呜呀。 满哥哥呼呀，赢得爽呼呀；满哥哥呼呀，发点宝呼呀；满哥哥呼呀，恰得亏呼呀； 满哥哥呼呀，霸得蛮呼呀；满哥哥呼呀，往前冲呼呀；满哥哥呼呀，妳莫筐瓢呼呀。 满哥哥呼呀，贝利呼呀；满哥哥呼呀，马拉多纳呀；满哥哥呼呀，罗讷尔多呀； 满哥哥呼呀，里瓦尔多呀；满哥哥呼呀，郝海东呀；满哥哥呼呀，偶滴刘海哥呀。 搞搞搞！嘿！一鼓作气搞！搞搞搞！嘿！劲鼓擂起搞！搞搞搞！嘿！一不留神趁机乱砣一脚怒射球进网呼呀！ 呀呜呀呜嘿，嘿呜嘿呜呀；呀呜呀呜嘿嘿，嘿呜嘿呜呀。 呀呜呀呜嘿，嘿呜嘿呜呀；呀呜呀呜嘿嘿，嘿呜嘿呜呀！ |

### 队徽演变

2007年-2008年
2009年-2010年
2011年-现在

湖南湘涛队徽的官方解释为：“新队徽既具备了现代俱乐部的气质，又处处体现着湖南本土元素。新队徽用盾牌代表一支团结的球队，顶部的金色皇冠表示球队正向胜利向冠军发起冲击，皇冠中的波涛造型代表了湘涛；盾牌中左右两侧分别是代表沉稳和公正的蓝色与代表血性的红色，红色区域中的太阳底纹象征着球队的蒸蒸日上。盾牌内部是一个草体的‘湘’字，它也可以看作是一名奔跑的湘涛队员；下方金色彩带中写着俱乐部的英文名称‘HUNAN BILLOWS F.C’，彩带也代表了球迷的拥护和支持；下方的图案是横竖交叉的金刚杵，这个来源佛教中的法器象征着球队所向无敌、无坚不摧；两侧的麦穗代表着湖南的革命传统，同时使整个队徽看起来更像是一只巨大的奖杯。”
有部分球迷对球队的队徽提出过批评观点，认为队徽存在抄袭现象（如第一款队徽，有球迷认为有抄袭美国USL联赛球队赫尔希野猫队徽的嫌疑，而第三款队徽被认为是抄袭黑斯廷斯航空公司的商标。），同时未能体现湖南文化特色。

2004年-2006年

### 使用球场
| 球场名称                   | 所在城市     | 建成时间 | 最大容纳量 | 使用赛季                    |
| -------------------------- | ------------ | -------- | ---------- | --------------------------- |
| 湖南省体育场               | 湖南省长沙市 | 1951年   | 6000人     | 2007年-2012年               |
| 长沙贺龙中心               | 湖南省长沙市 | 1952年   | 55000人    | 2010年 2013年 2014年 2015年 |
| 中南林业科技大学东园体育场 | 湖南省长沙市 | 1958年   | 10000人    | 2011年                      |
| 中南大学体育场             | 湖南省长沙市 | 2008年   | 20000人    | 2011年-2012年 2014年 2016年 |
| 益阳奥体中心               | 湖南省益阳市 | 2002年   | 30000人    | 2012年-2019年               |
| 娄底体育中心               | 湖南省娄底市 | 2011年   | 30000人    | 2023年-2024年               |

### 球迷团体

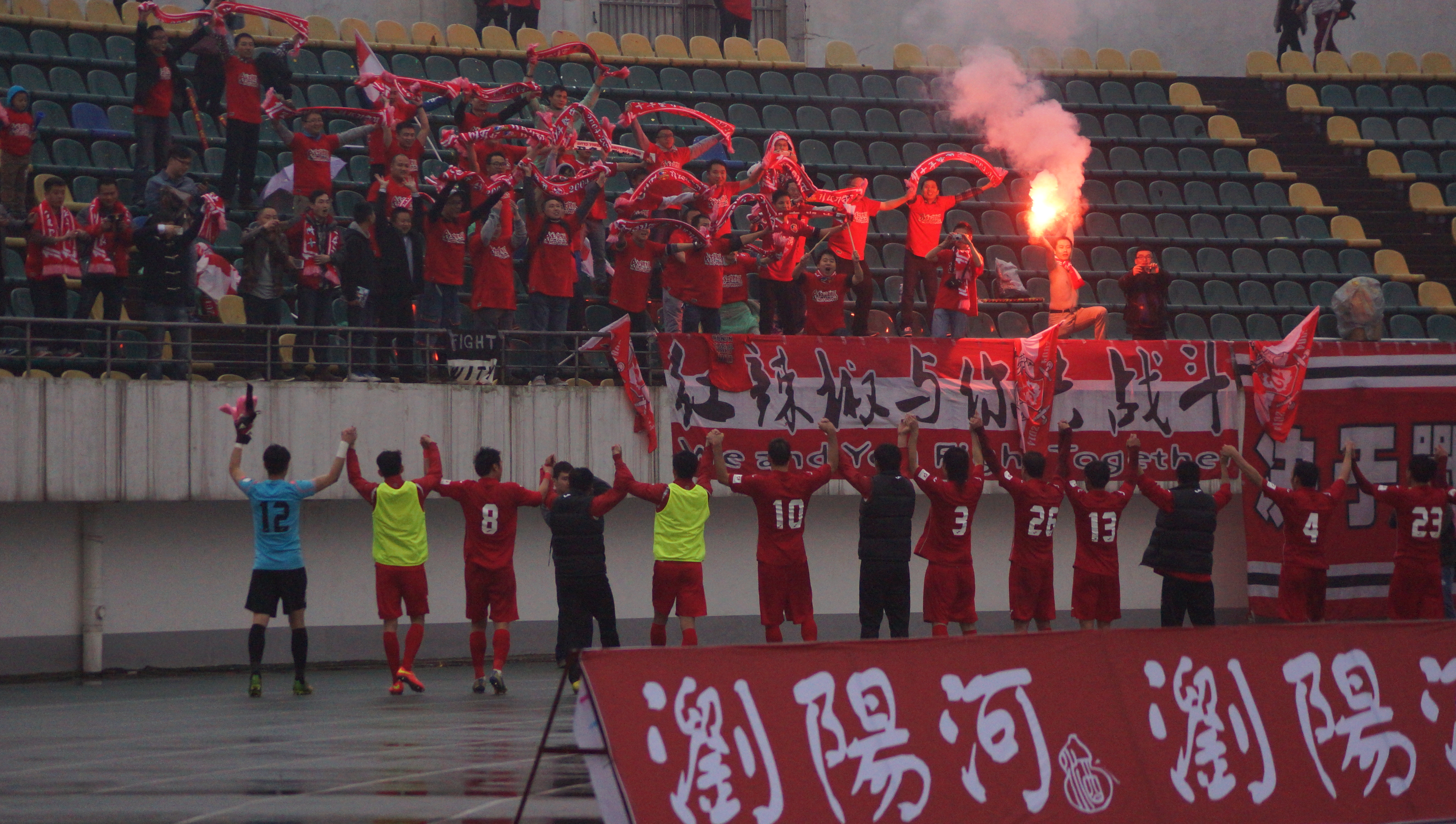
2014赛季中甲联赛，在益阳奥体育中心北看台助威的红辣椒球迷协会。

- 湖南红辣椒球迷协会，简称“红辣椒”，成立于2004年4月17日，是由长沙银盆岭地区的一批球迷所发起，由湖南省足协正式发文承认的湖南省首个球迷协会。2004年4月17日，“红辣椒”的字样第一次出现在湖南球迷助威横幅之中，并在随后正式成为球迷组织的名字。该组织曾经为湖南湘涛官方球迷协会，2011年因故不再以官方球迷协会名义存在，转型成为民间组织，拒绝商业化、官方化，走北看台球迷文化发展路线。该组织也是湖南最早尝试发展Ultras（英语：ultras）球迷文化的球迷组织，曾出现W.O.T.E（Wings Of Trenchant Edge，成立于2010年，2011年消亡）、B.B.B（Bad Billows Boys，成立于2011年，2022年解散）等Ultras球迷小组，以及I.B.C（Inexorable Billows Companions，成立于2024年）等Supporters球迷小组。

- 湖南湘军球迷协会，简称“湘军”，成立于2009年，其前身为2007年成立的原龙骑兵球迷协会，也叫球迷湘军。2009年，龙骑兵球迷协会和蓝海道球迷协会合并，初称龙道球迷协会，后改名湘军球迷协会。2010年，因合并效果不佳，加之理念存在诸多不同，蓝海道球迷协会宣布重建，剩余成员选择坚持湘军球迷协会的名义。该组织接受商业赞助，并坚持“以球会友”“凡是湖南球队都可以支持”等理念，是“中国龙之队球迷会”会员单位。

- 湖南湘魂球迷协会，简称“湘魂”，成立于2015年，是由原湖南湘涛球迷联盟、蓝海道球迷协会和湘涛球迷协会三家球迷组织合并后，由俱乐部官方负责组建和领导的官方球迷组织（但俱乐部部分工作人员并不承认该组织为官方球迷组织），该组织走商业化路线，接受商业冠名以及其他商业赞助。2019年核心负责人退出后，该组织进入不活跃状态，直至2024年恢复招募。

- 湖南高校球迷联盟，简称“高校联盟”，成立于2023年，原名长沙大学生球迷协会，是湖南湘涛主场迁至娄底后，由湖南工商大学、湖南财政经济学院等高校学生球迷发起成立的球迷组织。该组织基本由大学生球员组成，但并非所有会员都视湖南湘涛为主队，因看球理念和习惯的不同，该组织一部分会员在北看台跟随红辣椒进行助威，另一部分会员则在其他看台随湘军助威，或坐在散客球迷区域安静看球。2024年，该组织改为现名称。

- 湖南湘涛“涛迷”助威团，简称“涛迷”，成立于2015年，前身为2010年出现的湖南湘涛百度贴吧助威团。该组织为松散团体，并未注册成立专门的球迷组织，其内部也融入了红辣椒、湘军、湘魂、高校联盟以及散客球迷。2023年，该组织部分成员在北看台跟随红辣椒参与助威。

- 娄底市球迷联盟，简称“娄底联盟”，成立于2024年。该组织为湖南湘涛迁入娄底后，在娄底市足球协会的倡导下，由娄底籍球迷发起的球迷组织。该组织成立后，红辣椒、湘军、湘魂的部分娄底籍会员随即脱离原组织，转入“娄底联盟”。

- 此外，在历史上还曾经存在过湖南湘涛球迷联盟（成立于2012年，原为湖南湘涛球迷协会广东分会，2015年并入湘魂球迷协会，但部分成员并不认为该组织已经解散）、湖南湘涛球迷协会（成立于2009年，2015年并入湘魂球迷协会）、长沙蓝海道球迷协会（成立于2007年，2015年并入湘魂球迷协会）、中南大学生球迷协会（成立于2012年，现状不详）、湖南湘涛球迷协会北京分会（成立于2012年，现状不详）、益阳市球迷协会（成立于2012年，现状不详）、益阳银城球迷会（成立于2019年，现状不详）等球迷团体。

## 湖南湘涛总射手榜前十名
- 截止2014赛季，仅统计正式比赛（联赛，杯赛等）进球情况，包括前身湖南湘军时期进球，不包括各类热身赛，教学赛等比赛进球。

| 排名 | 球员         | 入球数 | 效力赛季        |
| ---- | ------------ | ------ | --------------- |
| 1    | 王琛         | 22     | 2005-今         |
| 2    | 布朗         | 20     | 2010-2011       |
| 3    | 艾克热木     | 16     | 2009，2011-2012 |
| 4    | 卡贝萨斯     | 15     | 2014-今         |
| 5    | 内托         | 14     | 2013            |
| 6    | 阿格鲍       | 11     | 2005-2006       |
| 6=   | 刘家庆       | 11     | 2005-2008       |
| 8    | 达姆扬诺维奇 | 9      | 2014-今         |
| 8=   | 董方卓       | 9      | 2012-2013       |
| 10   | 马丁内斯     | 8      | 2012-2013       |

## 球队、球员荣誉
球队
| 中乙联赛 冠军 | 1 | 2009年 |

球员
| 中甲联赛 最佳射手 | 布朗     | 2011年（进13球） |
| 中乙联赛 最佳射手 | 艾克热木 | 2009年（进9球）  |